# رودخانه شریانی

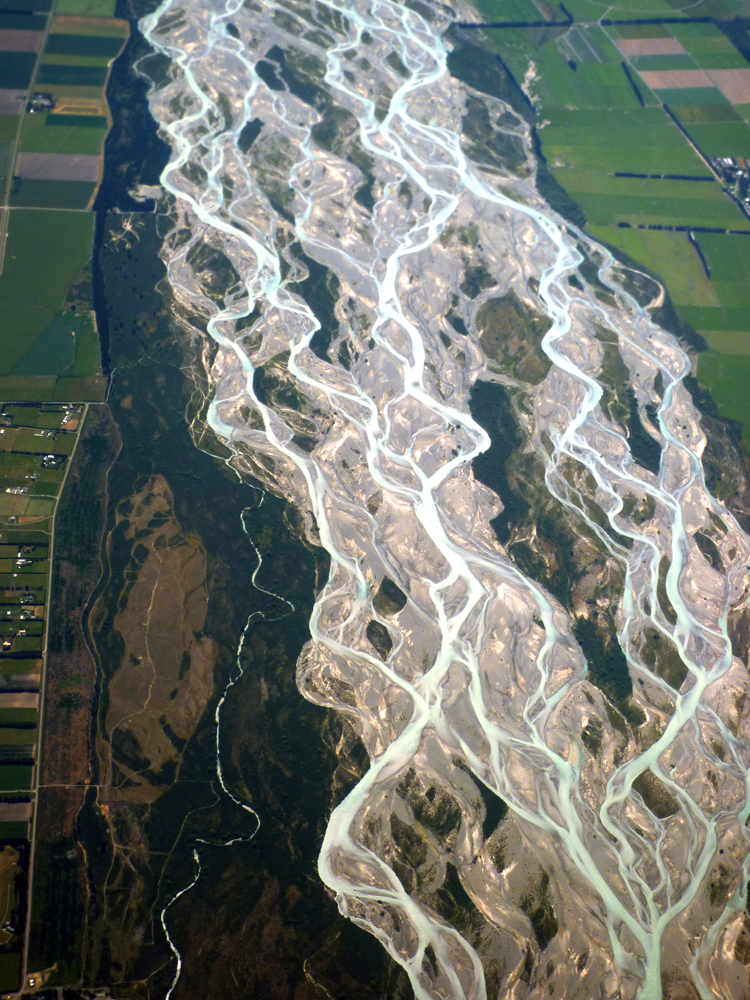
رودخانه راکایا در جزیره جنوبی نیوزلند که در بیشتر مسیر خود بافته شده است

رودخانه شریانی یا بره بره (به انگلیسی: Braided river): این رودخانه‌ها در مناطق کوهستانی و نیمه کوهستانی با شیب نسبتاً زیاد، عمق کم و عرض زیاد حضور دارند. پتانسیل حمل رسوبات بالا بوده و برای هدررفت انرژی مازاد، جریان در آن تمایل به گستردگی دارد. از این رو ته‌نشست مواد رسوبی کف به میزان قابل ملاحظه‌ای صورت می‌گیرد. جنس آبرفت دیواره‌ها عموماً درشت‌دانه و غیرچسبنده، ناپایدار و فرسایش‌پذیر است. حضور و گسترش بارها (bar) و جزایر رسوبی (Island bar) سبب ناپایداری رودخانه شده و مسیر جریان را به صورت چندرشته‌ای و در مجاری متعدد کم‌عمق و به شکل ناپیوسته و متقاطع درمی‌آورد.

## نگارخانه

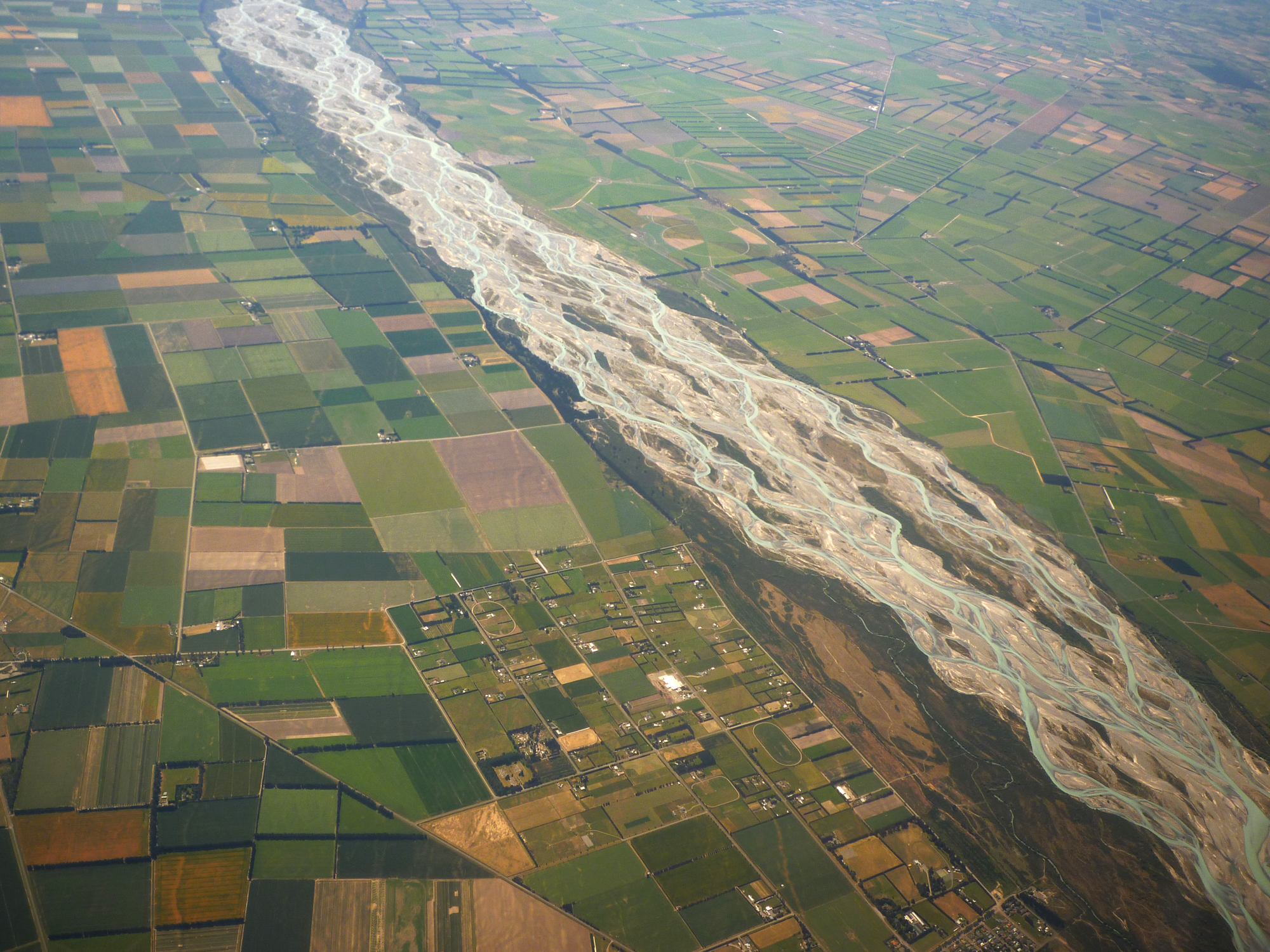
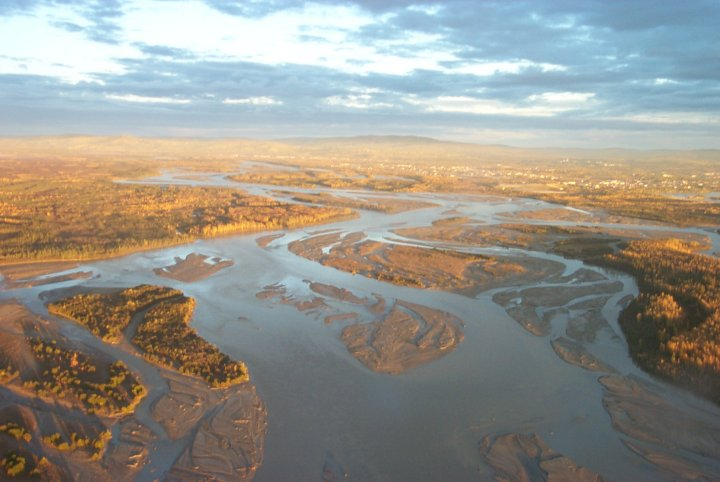
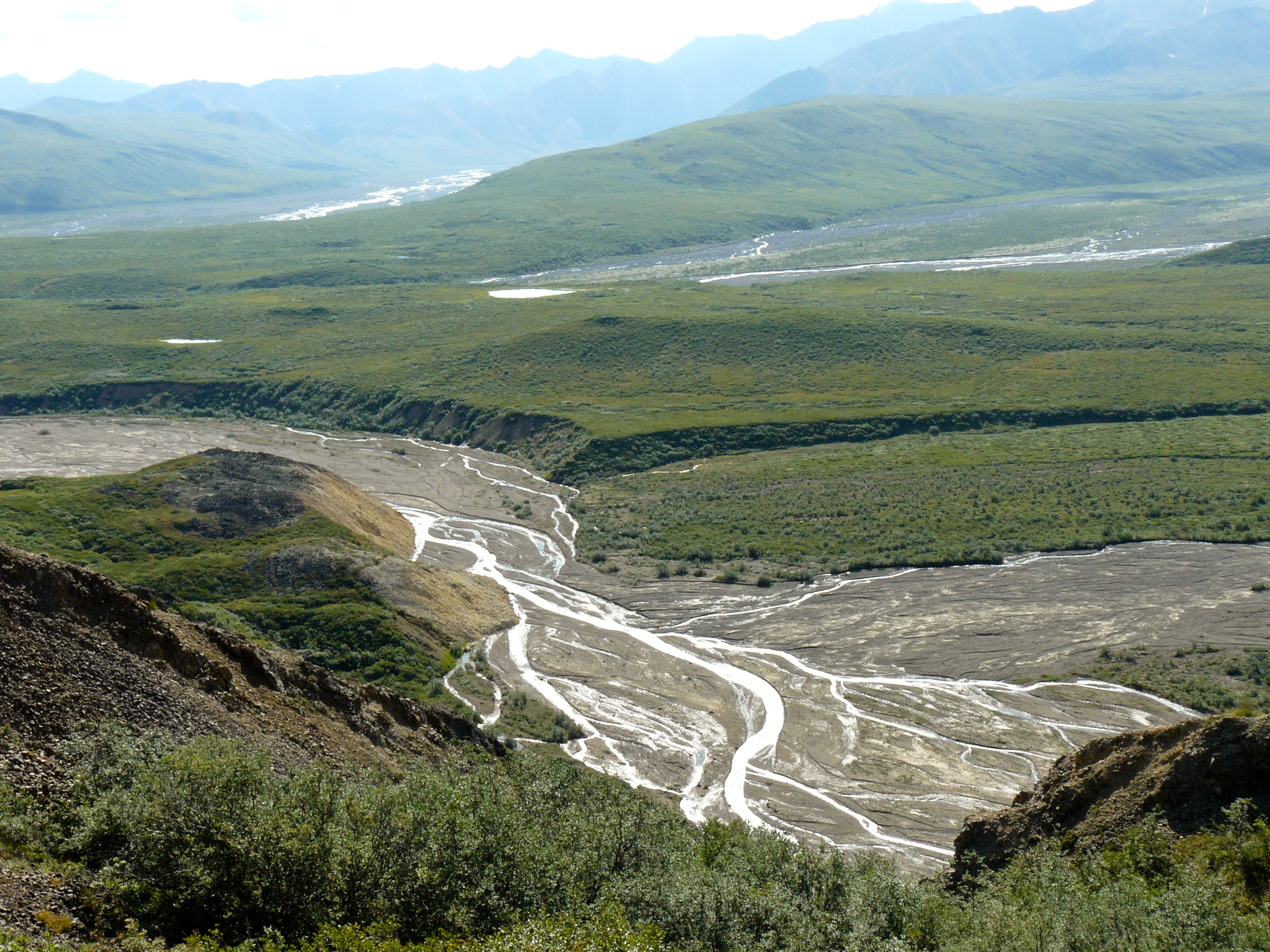
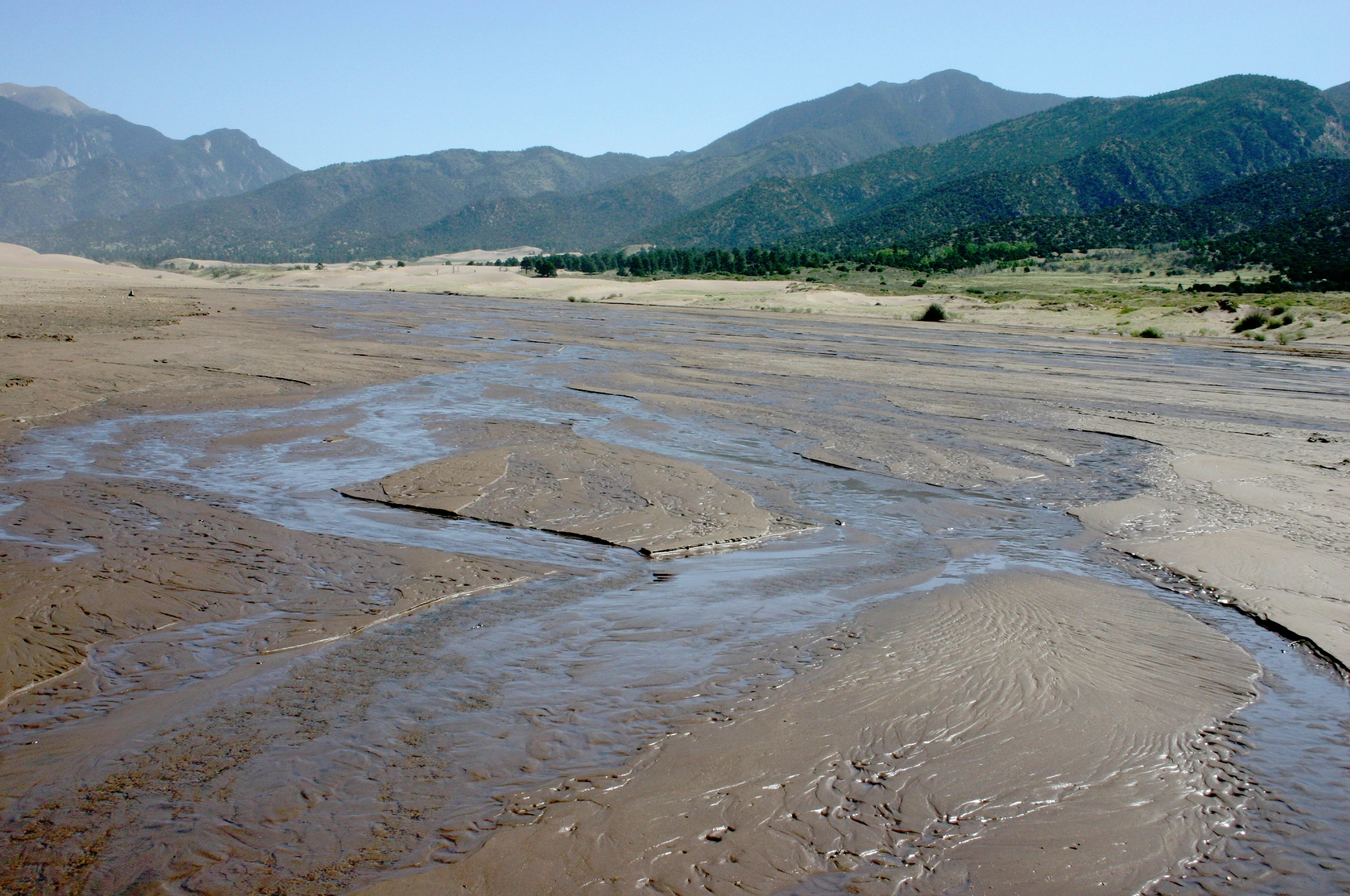